# Admiral Nakhimov (080)
O Admiral Nakhimov (Адмирал Нахимов) é um cruzador de batalha operado pela Marinha da Rússia e a terceira embarcação da Classe Kirov, depois do Kirov e Admiral Lazarev, e seguido pelo Pyotr Velikiy. Sua construção começou em maio de 1983 no Estaleiro Nº 189 em Leningrado e foi lançado ao mar em abril de 1986, sendo originalmente comissionado na Frota Naval Militar Soviética em dezembro de 1986 com o nome de Kalinin (Калинин). Seu armamento principal é composto de uma variedade de mísseis antinavio e superfície-ar de diferentes tamanhos, tem um deslocamento carregado de 28 mil toneladas e alcança uma velocidade máxima de 32 nós (59 quilômetros por hora).
O Kalinin teve um início de carreira sem grandes incidentes, passando para o controle da Rússia depois do fim da União Soviética em 1991 e sendo renomeado para Admiral Nakhimov em abril do ano seguinte. Continuou atuando pelos ano seguintes até ser tirado do serviço ativo em 1999 e deixado atracado em Severodvinsk. Pequenos reparos e modernizações ocorreram pelos anos seguintes até um grande projeto de reconstrução começar em 2014 com o objetivo de fazê-lo voltar ao serviço ativo, envolvendo atualização de seus armamentos e outros sistemas. Foi relançado ao mar em agosto de 2020 nos estaleiros da Sevmash e começou a realizar seus testes marítimos no final de 2024.